# 熊谷憲一
熊谷 憲一（くまがい けんいち、1895年（明治28年）10月2日 - 1956年（昭和31年）10月9日）は、日本の内務官僚、政治家。官選県知事、北海道庁長官、衆議院議員。

## 来歴・人物
福岡県出身。裁判所吏員・熊谷澄の長男として生まれる。小倉中学、第五高等学校を経て、1920年7月、東京帝国大学法学部法律学科（独法）を卒業。1919年10月、高等試験行政科試験に合格し、1920年10月、農商務省に入り農商務属となり工務局労働課兼工務課勤務となる。1922年11月、内務省に転じ内務省社会局属として第二部保険課に配属された。その後、保険部経理課長、社会局庶務課長、大臣官房会計課長、厚生省職業部長などを歴任。
1939年9月、岡山県知事に就任。1940年2月、内閣情報部長となる。同年8月、厚生省社会局長に就任。1941年4月から10月まで、大政翼賛会総務局長を務めた。1943年7月、山口県知事に発令され、さらに、1944年7月、防空総本部次長、1945年4月、北海道庁長官に就任。同年6月10日より同年10月31日まで北海地方総監を兼任した。
戦後、公職追放となり1951年8月に解除された。1952年10月、第25回衆議院議員総選挙で福岡県第1区に自由党から出馬し当選。1955年2月の第27回総選挙まで連続3期当選し、1956年10月9日に現職で死去した。享年61。この間、自由党政務調査会行政部長などを務めた。

## 著作
- 『疾病保険論』巌松堂書店、1929年。
- 『改正健康保険法精義』巌松堂書店、1935年。

## 栄典
勲章
- 1940年（昭和15年）8月15日 - 紀元二千六百年祝典記念章[1]
- 1943年（昭和18年）10月9日  - 勲三等瑞宝章[2]